# Каньяда-де-Карачео
Каньяда-де-Карачео (исп. Cañada de Caracheo) — посёлок в муниципалитете Кортасар в мексиканском штате Гуанахуато. Численность населения, по данным переписи 2010 года, составила 2 109 человек.

## Примечания

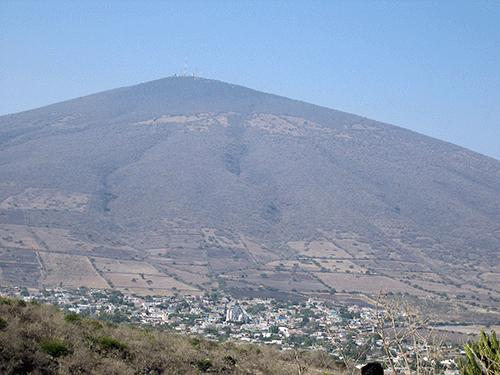
Вид на посёлок

## История
Посёлок был основан в 1612 году.